# Авантюрин
Авантюринът представлява дребно до фино зърнеста скала (кварцит), изградена основно от кварц с включения от люспести минерали (слюда, гьотит, илменит или хематит). Името му от итал. per avventura – по случайност. Среща се в най-различни цветове – зелен, кремав, розов, червено-кафяв, жълто-кафяв. Полупрозрачен е и има стъклен блясък. Твърдостта на авантюрина е 6,5 – 7 по скалата на Моос. Цепителност – липсва, лом – мидест, плътността му е 2 – 2,6 g/cm3. Множеството му включения блестят като малки искрици, което го прави популярен камък в ювелирната индустрия. При раздвижване на камъка се наблюдава явлението „авантюрисценция“ – искрящи проблясъци от отражението на светлината по плоскостите на люспестите включения.
В древността се е смятало, че този камък може да лекува алергии и сърдечни заболявания. Източните народи вярвали, че авантюринът лекува зрението. Самото име на камъка подсказва, че е свързан с любовта. Древните вярвали, че който притежава този камък, ще изпита истинската любов и ще предпази двамата влюбени от нещастия.
Находища на авантюрин има в Китай, САЩ, Австрия, Австралия, Бразилия, Норвегия, Чили, Индия и др. В различните страни камъкът е наричан по различен начин. Например в Русия е бил известен като „златна искра“. Други наименования на този камък са индийски жад, фуксит и др. Розовата разновидност на авантюрина се нарича белоречит.
С наименованието авантюрин понякога се обозначава и разновидност на фелдшпатите – така нареченият „слънчев камък“.